# Constituições Primeiras do Arcebispado da Bahia
As Constituições Primeiras do Arcebispado da Bahia foram uma compilação de normas, para servir como a primeira e principal legislação eclesiástica no Brasil Colonial. A obra teve por origem um sínodo de 1707, é considerado um dos mais importantes documentos de cunho religioso dos tempos coloniais.

## Significado
As Constituições Primeiras do Arcebispado da Bahia foi o mais amplo código do gênero aplicado ao Brasil e vigorou por mais de dois séculos. Promulgadas em 12 de junho de 1707 pelo Arcebispo da Bahia, Dom Sebastião Monteiro da Vide, refletem principalmente os decretos do Concílio de Trento, mas incorporam particularidades já observadas na legislação eclesiástica portuguesa.
As Constituições Primeiras do Arcebispado da Bahia foram substituídas, como o máximo código jurídico-eclesiástico para o Brasil, pelo Concílio Plenário da América Latina, que ainda manteve os ideais puristas do Concílio de Trento, especialmente na proibição dos idiomas vernáculos, do repertório sacro-popular e do canto feminino, com recomendações expressas à fidelidade dos textos litúrgicos, ao uso dos livros de canto aprovados pela Sagrada Congregação dos Ritos e ao caráter “grave, pio e distinto” da música sacra. Mesmo assim, o Concílio Plenário da América Latina marcou uma nova era no controle exercido pela Igreja Católica no país.
O Concílio Plenário da América Latina foi substituído pelo Concílio Plenário do Brasil (1939), primeiro código jurídico-eclesiástico específico para o Brasil.

## Determinações sobre música
As Constituições Primeiras do Arcebispado da Bahia incluem uma determinação intitulada "Que nas Igrejas se não façam farsas e jogos profanos, nem se coma, beba, durma, baile, ou façam novenas" (Livro 4, Título 30), que representa a determinação mais ampla sobre música que vigorou no Brasil nos séculos XVIII e XIX, e que foi derivada do Decreto do que se deve observar, e evitar na celebração da Missa de 17 de setembro de 1562, da Seção XXII do Concílio de Trento:

"Pelos inconvenientes que resultam de que as igrejas, feitas para louvores de Deus e exercícios de espirito, sirvam de nelas se comer e beber e fazer outras ações muito indecentes ao tal lugar, de que nascem mil descomposturas indignas dele, conformando-nos com a disposição de direito, Sagrado Concílio Tridentino e Constituição do Santo Papa Pio V, ordenamos e mandamos, sob pena de excomunhão maior e de dez cruzados, que nenhumas pessoas, eclesiásticas ou seculares, tanjam ou bailem, nem façam danças ou jogos profanos nas igrejas, nem em seus adros, nem se cantem cantigas desonestas ou cousas semelhantes. Porem não é nossa intenção proibir, que no adro se possam fazer representações ao divino, sendo aprovadas primeiro por nós ou por nosso provisor, nem que outrossim, na ocasião de festas, entrem danças e folias nas igrejas, sendo honestas e decentes, em quanto se não disser missa, nem se celebrarem os ofícios divinos."
Como contexto, desde a Idade Média, a Igreja Católica emitiu determinações sobre a música sacra na forma de bulas, encíclicas (epístolas encíclicas ou cartas encíclicas), constituições, decretos, instruções, motu proprio, ordenações e outras. A maior parte dessas decisões foi local ou pontual, e apenas algumas tiveram caráter geral, dentre as quais estão, segundo Paulo Castagna, os doze conjuntos de determinações mais impactantes na prática musical, do século XIV ao século XX, excetuando-se destas as inúmeras instruções cerimoniais (ou rubricas) dos livros litúrgicos:
1. A Bula Docta Sanctorum Patrum de João XXII (1322)[9]
2. O Decreto do que se deve observar, e evitar na celebração da Missa de 17 de setembro de 1562, da Seção XXII do Concílio de Trento[6][7]
3. O Cæremoniale Episcoporum (Cerimonial dos Bispos), publicado por Clemente VIII em 1600, reformado por Bento XIV em 1752 e por Leão XIII 1886.
4. Os Decretos da Sagrada Congregação dos Ritos (1602-1909)
5. A Constituição Piæ sollicitudinis studio, de Alexandre VII (23 de abril de 1657)[10]
6. A Carta Encíclica Annus qui hunc, do papa Bento XIV (19 de fevereiro de 1749)[8]
7. A Ordinatio quoad sacram musicen, da Sagrada Congregação dos Ritos (25 de setembro de 1884)[11]
8. O Decreto Quod sanctus Augustinus de Leão XIII (7 de julho de 1894), ratificado pela Sagrada Congregação dos Ritos como decreto n.3830
9. O Motu Proprio Inter pastoralis officii sollicitudines (Tra le sollecitudini) de Pio X (22 de novembro de 1903)[12][13][14]
10. A Carta Encíclica Musicæ sacræ disciplina sobre a música sacra, do papa Pio XII (25 de dezembro de 1955)[15][16]
11. A Instrução De musica sacra et sacra liturgia sobre música sacra e liturgia, do papa João XXIII, 3 de setembro de 1958[17]
12. O Decreto Sacrosanctum Concilium sobre música sacra do Concílio Vaticano II (4 de dezembro de 1963)[18]